# Почитание могил в исламе

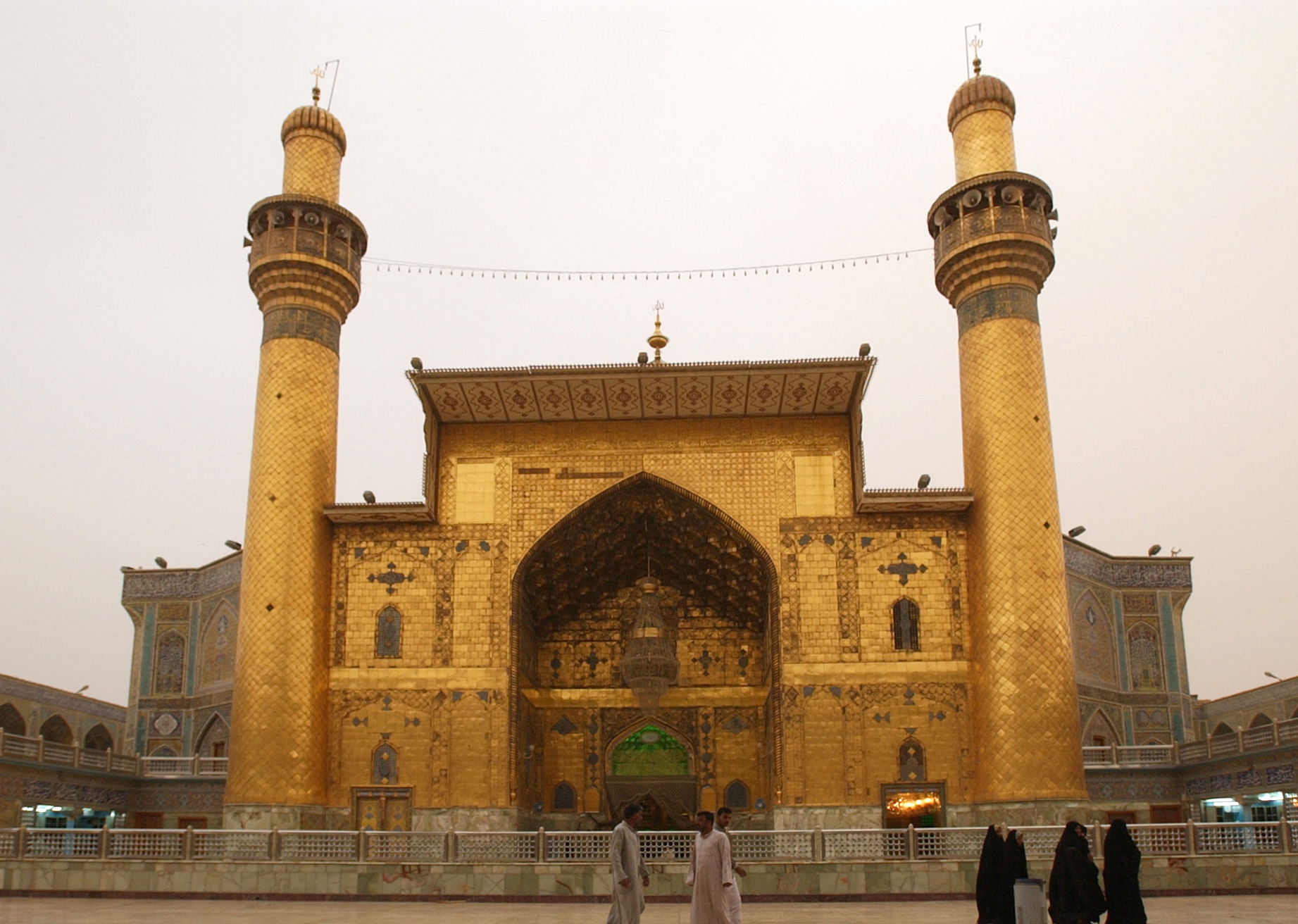
Мечеть-мавзолей Али ибн Абу Талиба в ан-Наджафе уступает по количеству паломников только Мекке и Медине.

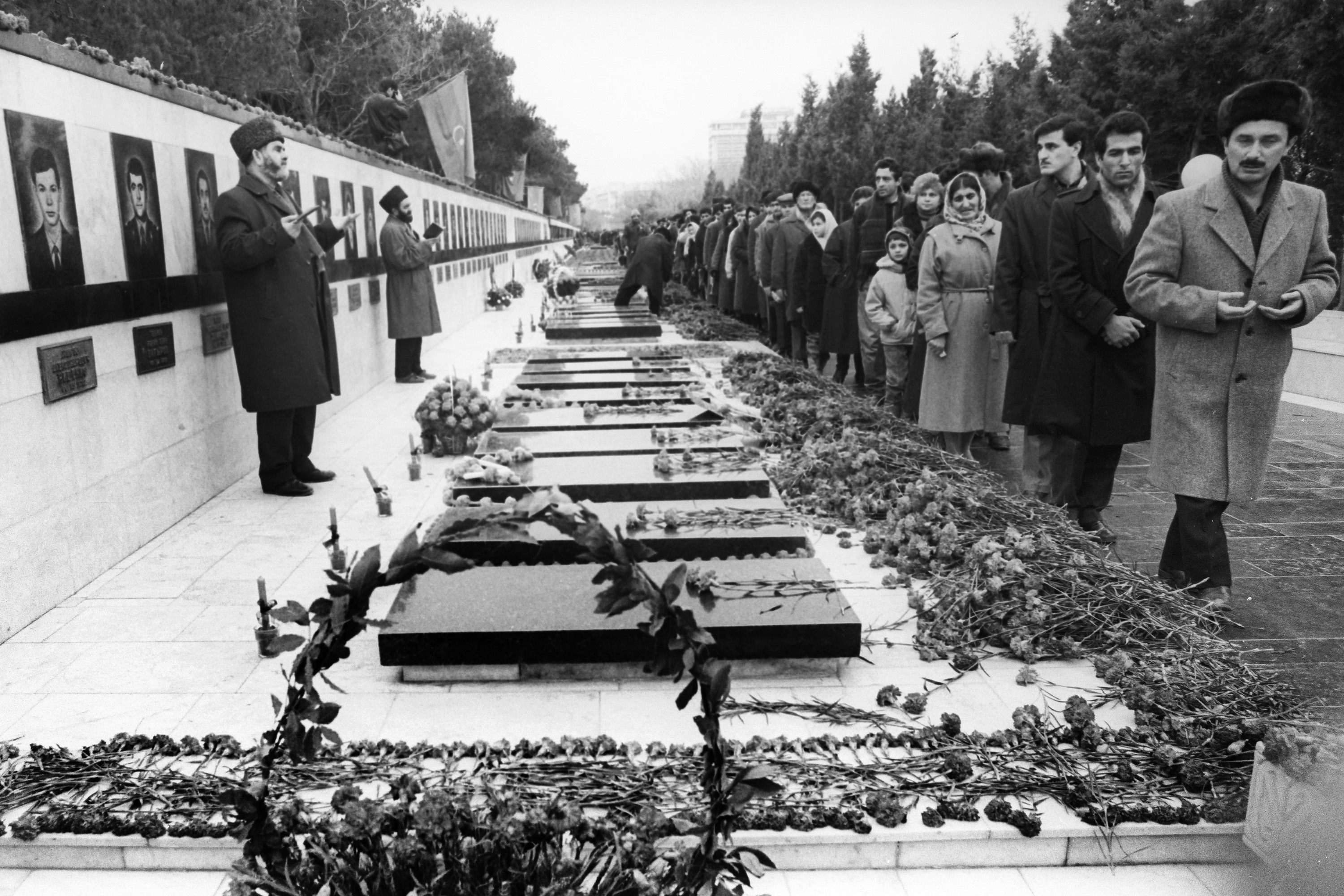
Шиитские муллы читают молитву над могилами погибших во время трагедии Чёрного января на Аллее шахидов в Баку

Почита́ние моги́л (араб. تعظيم القبور‎ — та’зи́м аль-кубу́р), поклонение им и совершение ритуальных обрядов возле них в самом начале распространения религии ислам было запретным и порицаемым, однако со временем, эти действия стали неотъемлемой частью быта многих мусульманских общин.
В первые годы ислама даже посещение могил мусульманами было запрещено, но затем запрет был отменён самим Мухаммедом. Мухаммед строго запретил мусульманам любые виды почитания могил: он приказал сравнять с землёй все высокие могилы, запретил строить мечети над могилами, совершать жертвоприношения возле них. Он также запретил мусульманам превращать свою могилу в место собраний.
Сподвижники и ранние мусульманские богословы следуя заветам Мухаммеда порицали паломничество к могиле пророка и к любым другим могилам и строительство сооружений над ними. Однако со временем среди мусульман обширно распространилась практика паломничества к могилам всяческих святых и угодников, возведения над их могилами мечетей и мавзолеев. Также люди стали обращаться к умершим святым, прося у них покровительства и благ, несмотря на то, что исламом запрещено поклонение кому-нибудь, кроме Аллаха.

## Во времена первых пророков
Согласно Корану община пророка Нуха (библ. Ной) поклонялась пятерым божествам: Вадду, Сува, Йагусу, Йауку и Насру. Эти божества в прошлом были праведными людьми, после смерти которых люди стали посещать их могилы, затем построили над ними памятники, а впоследствии стали совершать над ними обряды и поклоняться им. Это считается первым проявлением ширка (многобожие) среди сыновей Адама. Мусульманские богословы утверждают, что основой и причиной всех проявлений идолопоклонничества и язычества у древних арабов, греков, римлян, египтян, индийцев и китайцев является излишнее почитание умерших праведников и святых, которое в конечном счёте вылилось в поклонение им в качестве богов.

## При жизни пророка Мухаммеда
Изначально мусульманам было запрещено посещать могилы, что объясняется необходимостью пресечь любые пути для почитания и поклонения умершим, что было широко распространено среди арабов во времена язычества (джахилия). Однако, после того, как ислам распространился и опасения о возрождении язычества рассеялись, Мухаммед разрешил мусульманам посещать могилы, чтобы это послужило им напоминанием о смерти и грядущей жизни.
Также пророк Мухаммед запретил превращать могилы в мечети (букв. в места поклонения), гипсовать их, писать на них что-либо и совершать там жертвоприношения:

Поистине, наихудшие из людей это те, которые застанут Судный Час живыми и это те, которые превращают могилы в мечети.— Муснад имама Ахмада 1/435, Сахих Ибн Хиббана 340

Нет жертвоприношения на могиле в исламе.— Сунан Абу Давуда 3222, Мустадрак аль-Хакима 1/370
Мухаммедом было разрешено ставить на могиле только небольшие опознавательные знаки, чтобы родственник умершего мог найти могилу. Когда умер Усман ибн Маз’ун, Мухаммед принёс камень и положил его у изголовья могилы и сказал: «С помощью этого я буду узнавать могилу своего брата, и буду хоронить здесь тех, кто умрет из числа членов моей семьи» (Сунан Абу Давуда 3206, Сунан аль-Байхаки 3/412). Джабир, сподвижник Мухаммеда, рассказывал:

Посланник Аллаха (ﷺ) запрещал нам гипсовать могилы, писать на них что-либо, делать на них какие-либо построения и ходить по ним.— Джами ат-Тирмизи 1052, Сунан Ибн Маджа 1563

## Во времена сподвижников и их последователей
Передают со слов ‘Аиши и ‘Абдуллаха бин ‘Аббаса, да будет доволен ими Аллах, что перед самой своей смертью посланник Аллаха, да благословит его Аллах и приветствует, стал накидывать на лицо покрывало, а когда ему стало (трудно дышать), он убрал его с лица и сказал: «Да проклянёт Аллах (тех) иудеев и христиан, которые превратили могилы своих пророков в места для совершения молитв!» —предостерегая (мусульман) от повторения того, что делали (эти люди).— «Сахих аль-Бухари» 268
Сподвижники Мухаммеда препятствовали и запрещали мусульманам посещать святые места, кроме тех, которые были узаконены шариатом. Известно, что второй праведный халиф Умар ибн аль-Хаттаб приказал срубить дерево, под которым сподвижники давали Мухаммеду присягу «довольства» во время Худайбийского перемирия, когда узнал, что люди стали посещать это место. Также сообщается, что когда войска Умара взяли город Тустар (совр. Шуштер), они обнаружили там гробницу Даниала (библ. Даниил). По приказу халифа его останки были перезахоронены ночью, вдали от людских глаз, чтобы уберечь их от дальнейшего поклонения ему.

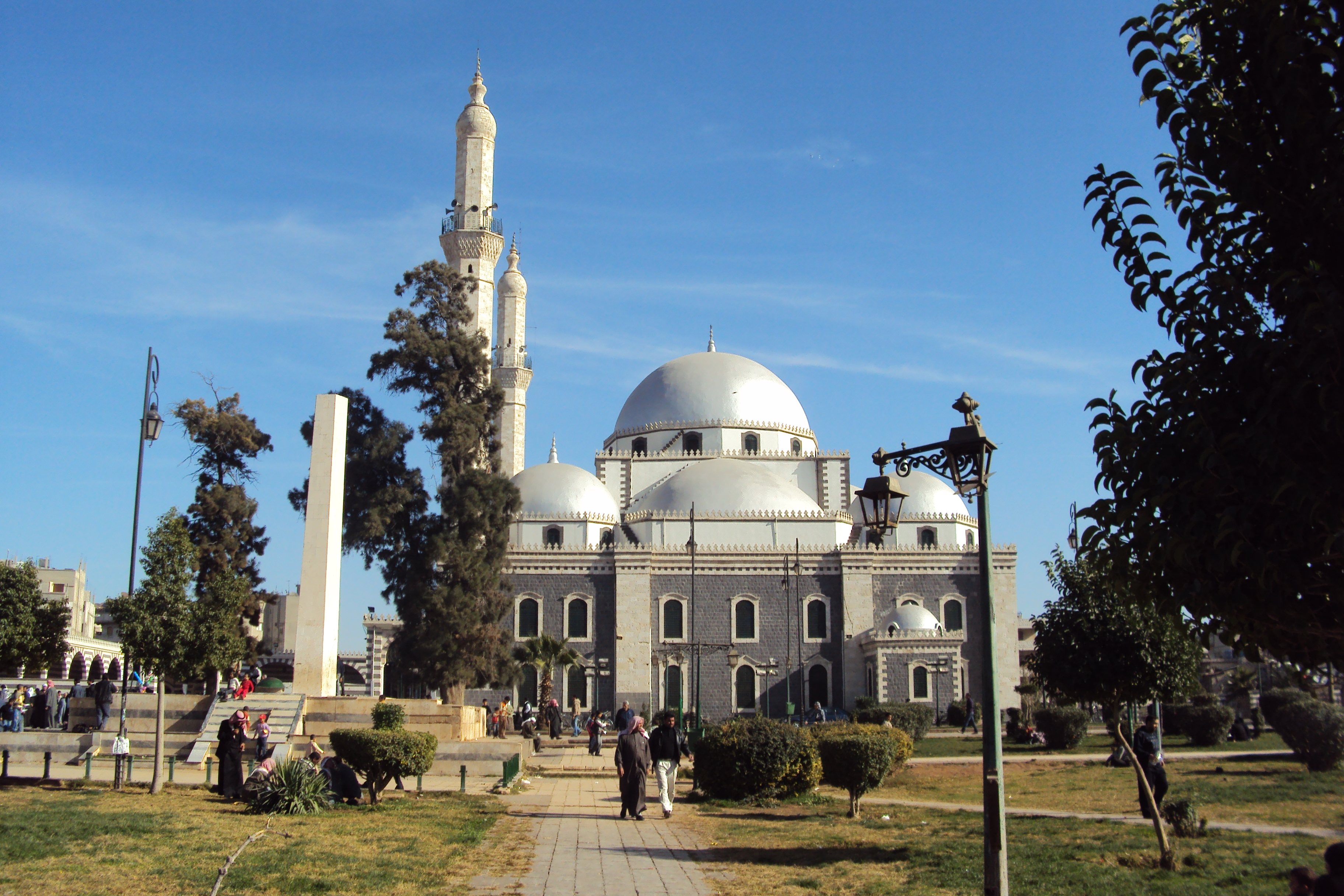
Мечеть Халида ибн аль-Валида, сподвижника Пророка, по прозвищу «меч Ислама»

Когда Абдуллах ибн Умар вернулся из путешествия и придя на могилу Мухаммеда сказал: «Мир тебе, о посланник Аллаха! Мир тебе, о Абу Бакр! Мир тебе, о мой отец!», Убайдуллах ибн Умар так прокомментировал его действие: «Мы не знаем никого из сподвижников пророка (ﷺ), который бы делал это, кроме Ибн Умара».
Когда имама Малика спросили о том, что люди по нескольку раз в день подходят к могиле Мухаммеда, приветствуют его и возносят мольбу Аллаху, он сказал:

Я не слышал о дозволенности этого ни от кого из прежних ученых этого города (Медины), поэтому оставление этого лучше! Не исправятся последние из этой общины, кроме как тем же, чем исправились её первые! До меня не дошло от сподвижников того, чтобы они делали подобное, и это является нежелательным, кроме как тем, кто прибыл с пути или собирается в дорогу.— «аш-Шифа» 2/88

## В более поздний период
По мере завоевания мусульманами стран и земель, жители которых до этого придерживались языческих и политеистических верований, в ислам проникали разные элементы этих религий. По мнению Игнаца Гольдциера, культ святых стал удобным каналом для проникновения в религию пережитков более древних верований. Прежние языческие божества, которым поклонялись жители завоёванных земель, в связи с новыми реалиями перевоплощались в мусульманских святых-авлия. Нередко народная религия идёт вразрез с официальным и систематизированным исламским богословием.
В исламе не принята практика канонизации святых, а реально существовавший человек или мифический персонаж становился почитаемым по воле народных масс. Такая свобода инициативы привела к введению в ислам чужеродных элементов, что приводило к протесту отдельной части мусульман. Например, одним из лозунгов Мухаммада ибн Абд аль-Ваххаба и его последователей было очищение ислама от языческого культа святых.
Первые мавзолеи и мечети над могилами сподвижников Мухаммеда и других известных деятелей ислама стали появляться в IX веке. Одним из таких мавзолеев считается мавзолей халифа аль-Мунтасира, который был построен по просьбе его матери, жены халифа аль-Мутаваккиля. А затем были построены мавзолей Исмаила Самани в Бухаре, мавзолей Али в Неджефе и так далее.
Культ святых и почитание могил начало быстро распространяться начиная с X века, чему способствовали суфийские братства, известные своим почтительным отношением к шейхам-наставникам, которые по их мнению имели прямую связь с Богом. Объектом поклонения мусульман также становятся предположительные захоронения библейских и коранических персонажей. Со временем при мазарах строятся мечети, медресе, возле них возникают целые города (Мазари-Шариф в Афганистане, ан-Наджаф в Ираке и т. д.). По мере развития суфизма, в XII—XIV веках паломничество к могилам святых превращается в сложный и детально проработанный обряд.

## Слова мусульманских богословов о строительстве над могилами и тому подобном

### Ханбалитский мазхаб
По нормам ханбалитского мазхаба могила не должна возвышаться над землёй больше шибра (22,5 см). Запрещены любые постройки (купола и т. п.) над могилами. Ибн Каййим аль-Джаузия и другие авторитетные ханбалитские улемы считали обязательным разрушение строений над могилами.

### Шафиитский мазхаб
Имам аш-Шафии говорил: «Я видел правителей Мекки, которые приказывали разрушать постройки (над могилами), и я не видел ни одного факиха, который порицал бы их за это». Шафиитский улем аль-Азра’и (ум. в 955 году) в своей книге «Кут аль-мухтадж иля шарх аль-Минхадж» утверждал, что покрытие могил гипсом, строительство над ними и оставление надписей на них является запретным согласно преданиям в Сахихе Муслима и Джами ат-Тирмизи. Шафиит Фахруддин ар-Рази говорил:

…Одним из примеров в наше время является занятие множества людей почитанием могил великих (людей). Они убеждены, что за возвеличивание их могил, они (святые) станут их заступниками пред Аллахом.
Оригинальный текст (ар.)ونظيره في هذا الزمان: اشتغال كثير من الخلق بتعظيم قبور الأكابر على اعتقادهم أنهم إذا عظموا قبورهم فإنهم يكونون لهم شفعاء عند الله
— Фахруддин ар-Рази Тафсир ар-Рази 17/59

### Маликитский мазхаб
Запретность возведения любых строений над могилами подтверждает маликит Абу Абдуллах аль-Куртуби в своём комментарии к Сахиху Муслима. По словам Ибн Рушда, имам Малик порицал строительство над могилами и надписи на них.

### Ханафитский мазхаб
Упоминание о том, что могила мусульманина не должна возвышаться над землёй и обмазываться гипсом и штукатуркой можно найти в комментарии ханафитского улема аз-Зайла’и к книге «Канз аль-уммаль». Слова такого же содержания от Абу Ханифы приводит в книге «Фатх аль-Кадир» Ибн аль-Хаммам. В ханафитском мазхабе существует разногласие насчёт дозволенной высоты могилы: некоторые говорили об одном шибре (22,5 см), а другие о четырёх пальцах.

## Слова мусульманских богословов о поклонении могилам

### Сунниты
Ибн Каййим аль-Джаузия:

…они обращаются к покойным с просьбами о том, в чём нуждаются, просят их дать им своё благословение, помочь им против их врагов и так далее. Так они вредят и самим себе, и покойным, хотя покойным вредят они только лишив их того блага, которое обрели бы от посещения могил установленным Аллахом образом, а именно: с обращением к Нему с мольбой за покойного и просьбой об оказании ему милости и даровании прощения.— Ибн Каййим аль-Джаузия. Помощь опечаленному = إغاثة اللهفان من مصايد الشيطان. — Т. 1. — С. 217.
Аль-Мубаракфури аль-Ханафи (комментируя хадис «Проклял Посланник Аллаха зажигающих над могилами светильники»):

И это потому, что это подобно возвеличиванию могил, и бранию их местами поклонения, и в этом ясное опровержение могилопоклонникам, которые строят мавзолеи на могилах, делают им земной поклон, зажигают над ними светильники, кладут на них цветы и ароматические растения, чествуя и возвеличивая их обитателей!— Али аль-Кари. Миркат аль-мафатих = مرقاة المفاتيح. — Т. 2. — С. 453.
Шукри аль-Алюси (ум. в 1924 году):

Некоторые из крайних, фанатичных могилопоклонников совершают хадж к местам захоронений. Некоторые же из них отправляются в хадж в Мекку, но на самом деле хадж их совсем не интересует, так как их целью является посещение могилы пророка. При этом, многие из них даже не посещают Каабу.— Шукри аль-Алюси Гаят аль-Амани = غاية الأماني. — Т.2 — С.347—348

### Шииты
Рухолла Хомейни:

…Исключением является (поедание) земли могилы нашего господина, Абу Абдуллаха аль-Хусейна, мир ему, для прошения заступничества и не разрешается есть в других местах и есть больше размера средней горошины, и не добавляется к нему земля другой (могилы), кроме земли его могилы, будь это даже могилой Пророка (ﷺ) или других имамов, мир им.
Оригинальный текст (ар.)يُستنثنى من الطين، طين قبر سيدنا أبي عبد الله الحسين عليه السلام للاستشفاء ولايجوز أكله بغيره، ولا أكل ما زاد عن قدر الحمصة المتوسطة، ولا يلحق به طين غير قبره، حتى قبر النبي صلى الله عليه وسلم والأئمة عليهم السلام
— Рухолла Хомейни. Тахрир аль-васила = تحرير الوسيلة. — Т. 2. — С. 164.
Мухаммад Бакир Маджлиси в книге «Бихар аль-анвар»:

Если у тебя есть нужда к Аллаху, Всемогущий Он и Великий, напиши на листочке просьбу о благословении Аллаха и если хочешь положи его на могилу одного из имамов, или обвяжи и запечатай этот листок, замеси чистую глину, положи листочек в неё и брось в бегущую реку, или глубокий колодец или лужу воды, и воистину он дойдёт до сеида, мир ему, а он заведует исполнением твоих нужд.
Оригинальный текст (ар.)إذا كان لك حاجة إلى الله عز وجل فاكتب رقعة على بركة الله، واطرحها على قبرٍ من قبور الأئمة إن شئت، أو فشدها واختمها، واعجن طيناً نظيفاً واجعلها فيه، واطرحها في نهرٍ جارٍ، أو بئرٍ عميقة، أو غديرَ ماء، فإنها تصل إلى السيد عليه السلام، وهو يتولى قضاء حاجتك بنفسه.
— Мухаммад Бакир Маджлиси. Бихар аль-анвар = بحار الأنوار. — Бейрут: Ихъя ат-турас аль-араби.
Шахин Гасанлы, шиитский богослов из Азербайджана:

Его мавзолей является местом паломничества для всех мусульман, будь это сунниты или шииты. Они считают это место заключительным этапом своего паломничества в Хадж. Посещение могилы пророка не противоречит нашей религии. Напротив, посещение могил святых и правоверных поощряется и является богоугодным деянием.— Перенос останков пророка Мухаммеда может оскорбить чувства всех мусульман, считает богослов // Interfax.by. — 03.09.2014.

## Известные могилы святых и совершаемые над ними ритуалы

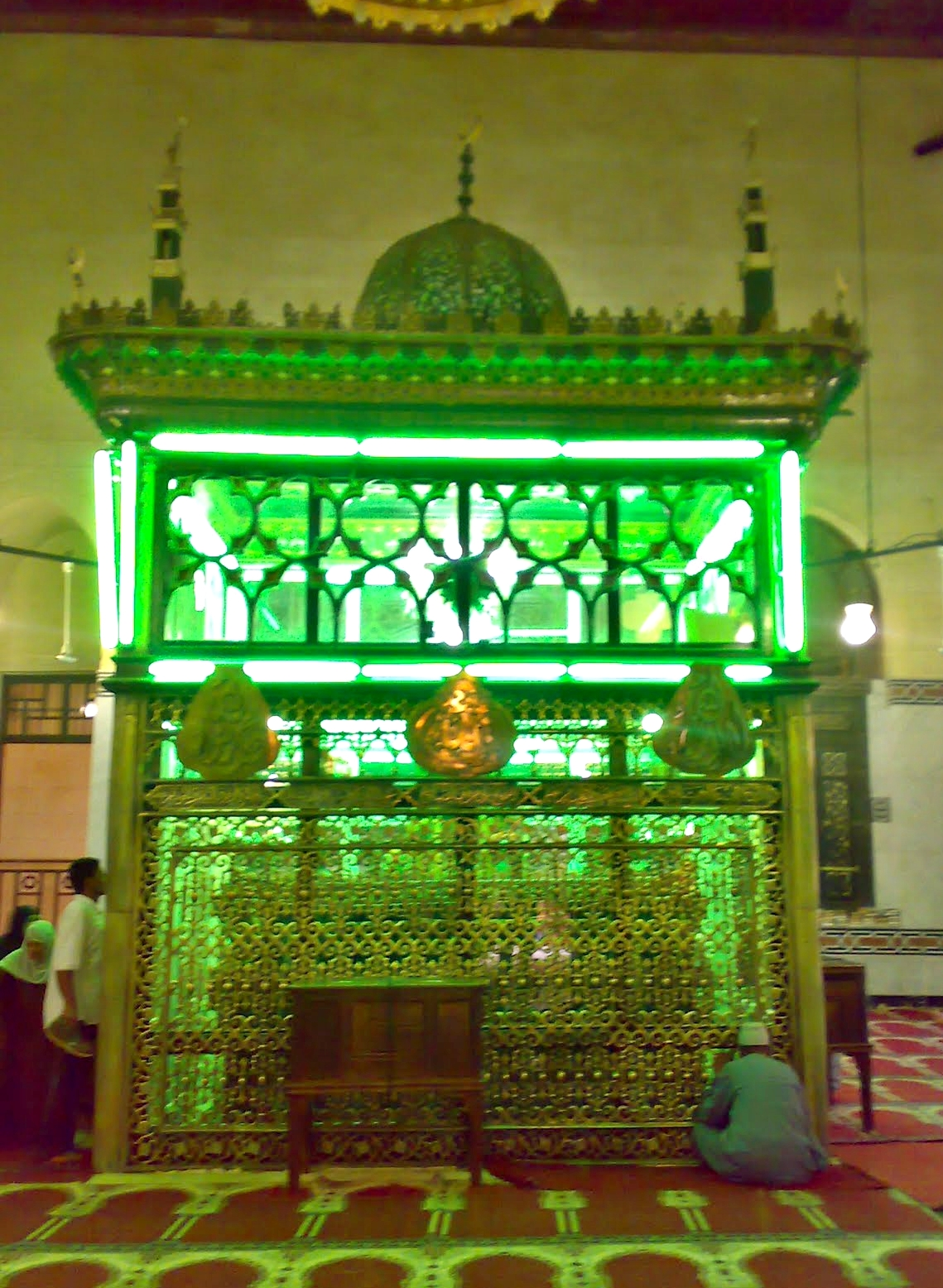
Мусульмане у гроба одного из самых почитаемых святых Египта — Ахмада аль-Бадави.

Целью паломничества (зиярат) к могилам святых является получение благодати и покровительства от святого. При совершении зиярата к святым мусульмане читают возле могилы суры из Корана, совершают ритуальный обход вокруг него (таваф), совершают жертвоприношения. Множество мусульман при посещении могил напрямую просят у умерших удовлетворения своих нужд, делают суджуд и трутся к могиле, что приравнивается богословами к поклонению идолам. Другие же возносят свои молитвы, используя святых в качестве заступников перед Аллахом. Также среди мусульман распространено мнение, что мольбы возле могил святых лучше принимаются Аллахом.
Большинство святых мест в мусульманских странах являются могилами потомков пророка Мухаммеда от Али и Фатимы (сеиды и ходжи) или четырёх праведных халифов (овляды). Традиционно считается, что они имеют сверхъестественные силы и могут творить чудеса.

### Святыни Средней Азии

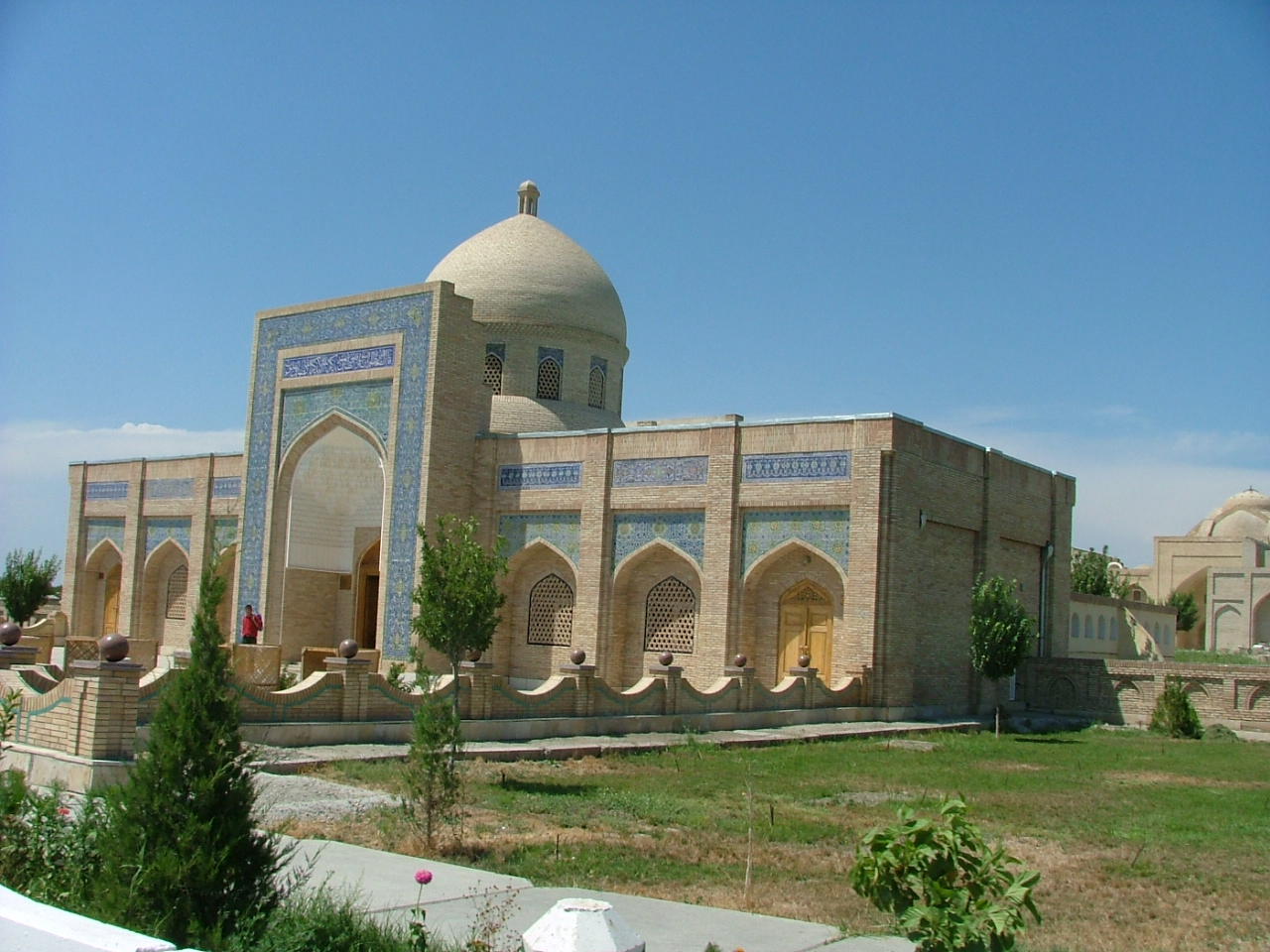
Мавзолей Бахауддина Накшбанда в Бухаре.

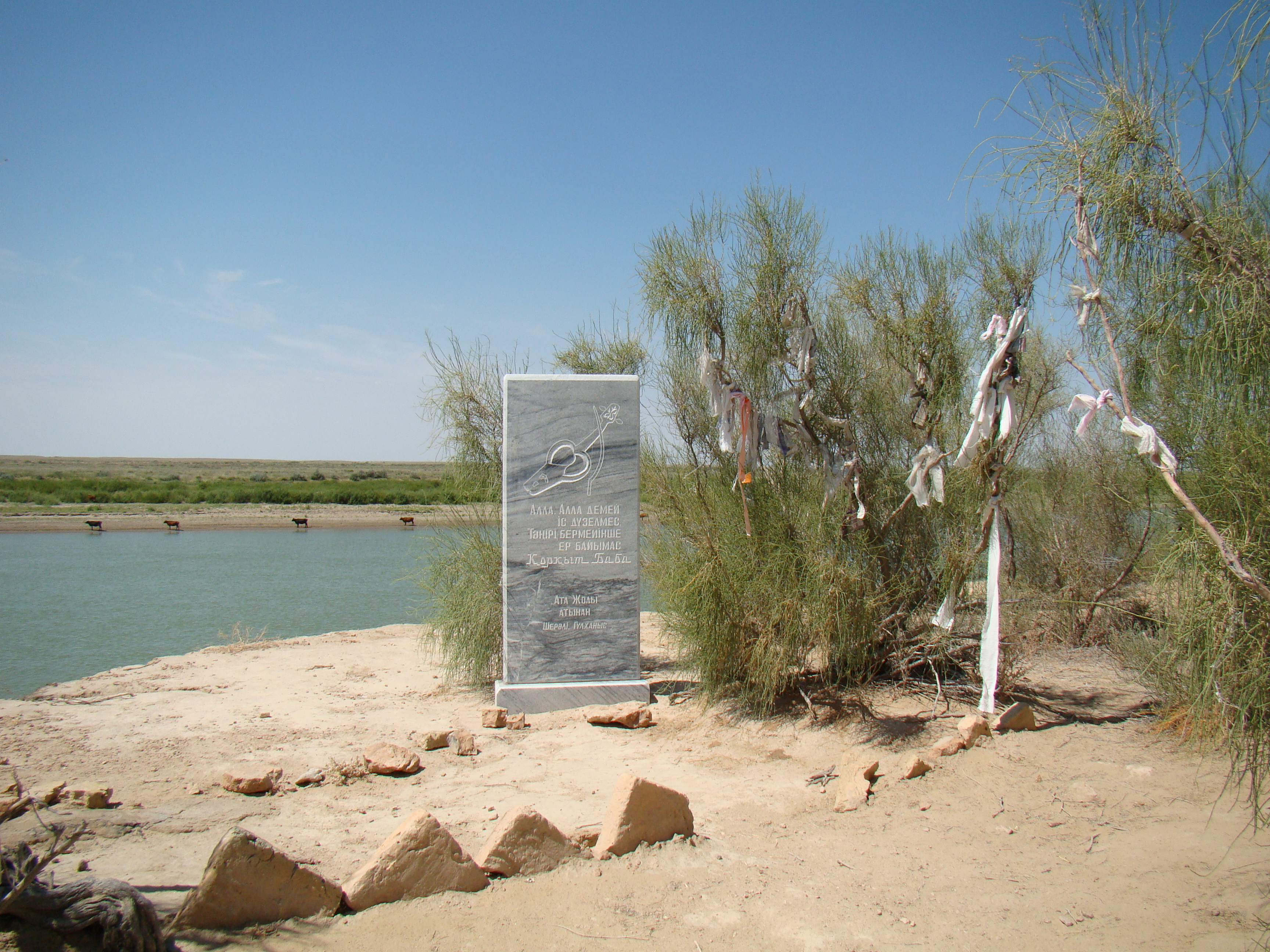
Стела на берегу Сырдарьи, где предположительно находилась могила Коркут-аты.

Известно, что мусульмане Бухары устраивали шествия с розами у мазара-мавзолея Бахауддина Накшбанда, основателя тариката накшбандия, жители Хивы устраивали такие процессии близ гробницы святого Баварис-бобо. Святыней Куня-Ургенча стала могила Диван-и-Бурха (каз. Шайқы-Бұрқы диуана у казахов, туркм. Burkut baba или туркм. Burkut diwana у туркмен), глинобитная гробница которого напоминает жилой дом. Почитаемая могила туркменского варианта Диван-и-Бурха — Буркут-бабы, которому местные пастухи приносят в жертву коз, расположена в Калининском районе (ныне Болдумсазский этрап) Туркмении. Под Дербентом находилась гробница почитаемого всеми тюркскими народами святого Коркут-аты (Хорхут-ата), которой поклонялись мусульмане. Казахами считалось, что могила Коркут-аты расположена на берегу Сырдарьи, в Кармакшинском районе Кызылординской области. Есть сведения, что к 1927 году гробницы уже не было — со временем подмытый водами берег обрушился.
В Туркмении одновременно существуют две могилы святого «покровителя музыки» Баба-Гамбара (Канбар, Камбар-ата), который считается слугой и спутником самого Али ибн Абу Талиба. Одна из них находится в Копет-Даге, у истока ручья, пробивающегося из-под горной скалы. Рядом с ивой, которая якобы выросла из посоха Баба-Гамбара, а другое дерево выросло из дутара святого. Другая, более известная и почитаемая могила Баба-Гамбара расположена в Иолотанском районе (Ёлётенский этрап), возле плотины Газыклы-бенд. Возле гробницы растёт священное дерево, якобы выросшее из ушка дутара святого. Паломники просят здесь исцеления от болезней, помощи в трудных ситуациях, бездетные люди просят потомства. К могиле также совершают паломничество те, кто хочет стать музыкантом. В Закатальском районе Азербайджана находится святое место Джин-пир, которое по поверьям исцеляет душевнобольных. В жертву святому чаще всего приносят чёрного козла.
Один из древнейших городов мира Самарканд, который в разное время был центром многих мусульманских государств, помимо других архитектурных памятников, славится своими мавзолеями и гробницами. Самый известный и величественный из них — мавзолей великого завоевателя и основателя династии тимуридов Тамерлана «Гур-Эмир». В Самарканде также расположены: усыпальница тимуридов мавзолей Аксарай, мавзолей Бурханеддина Клыч Сагарджи (Мавзолей Рухабад), мавзолей Абу Мансура аль-Матуриди и мавзолей Ходжи Данияра (предположительно библ. Даниил). Вокруг мавзолея Ходжи Абди вырос культовый комплекс Абди-Дарун. Согласно народным верованиям, семикратное совершение тавафа могилы Ходжи Абди приравнивается к хаджу в Мекку.
Самаркандский ансамбль мавзолеев Шахи Зинда обязан своим названием двоюродному брату пророка Мухаммеда Кусаму ибн Аббасу, который, получив ранение в боях с язычниками, якобы спрятался в местной расщелине где и живёт до сих пор («Шахи Зинда» означает Живой Царь). Кроме гробницы Кусама в комплекс входят ещё десяток мавзолеев. Помимо Шахи Зинда в самом Самарканде, близ города расположены мемориальный комплекс имама Аль-Бухари и ансамбль Ходжа-Ахрар.
Ходжа Ахмед Ясави, основатель тариката ясавия, имеет большой авторитет среди мусульман Средней Азии. Нынешний мавзолей над его могилой был построен спустя 233 года после его смерти по приказу Тамерлана. Строительство большого мавзолея было приурочено к победе Тимура над ханом Тохтамышем. В комплекс Хазрет-Султан также входят мавзолеи внучки Тамерлана и дочери Улугбека Рабии-султан и казахского хана Есима. Паломники сначала посещают Мавзолей Арыстан-Баба, мифического наставника Ходжи Ахмеда, который по легендам был сподвижником пророка Мухаммеда, а затем уже гробницу Ходжи Ахмеда.

### Святыни Египта

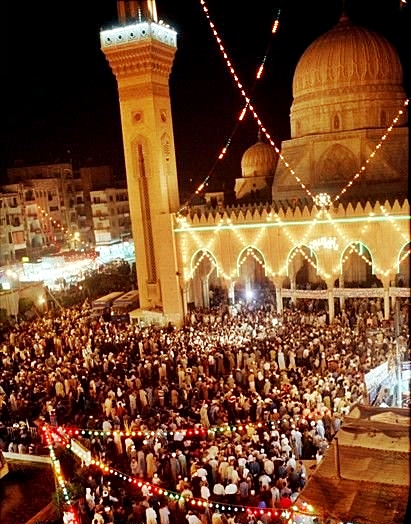
Празднование дня рождения Ахмада аль-Бадави в Танте.

Как и в других мусульманских странах, в Египте существует огромное множество гробниц и мавзолеев различных святых. В годовщину смерти или в день рождения шейхов множество египтян совершают паломничество к их могилам. По словам Сеида Увайса (араб. سيد عويس‎) в книге «Энциклопедия египетского общества» (араб. موسوعة المجتمع المصري‎), в Египте празднуются около 2850 «мавлидов» святых и праведников, и в этих торжествах участвуют больше половины населения страны. В городе Танта широко празднуется мавлид ас-Сайида Ахмада аль-Бадави, в Луксоре — Абуль-Хаджжаджа аль-Уксури (ум. в 1244).
В Каире находится гробница шиитского имама Хусейна «Мечеть аль-Хусейна», голова которого по преданиям захоронена именно в этом месте. Также в Египте расположены могилы дочерей шиитских имамов: Зайнаб бинт Али (дочь Али ибн Абу Талиба), сейиды Нафисы бинт аль-Хасан (дочь внука Хасана ибн Али) и сейиды Аиши (дочь Джафара ас-Садика).

### Гробницы шиитских имамов
По преданиям в местности, где впоследствии образовался город Неджеф, был захоронен Али ибн Абу Талиб, свято почитаемый у шиитов. Во времена Омейядов местонахождение могилы Али скрывалось и не существует единого мнения в этом вопросе. По преданиям гробницу над могилой Али построил халиф Харун ар-Рашид. По сведениям Ибн Хаукаля, большой купол над могилой был построен при хамданидском правителе Мосула Абу-ль-Хайдже, а мавзолей был воздвигнут в X веке. В середине XI века мавзолей был сожжён «правоверными», но вскоре был опять восстановлен. По словам Ибн Баттуты, который посетил Неджеф в 1326 году, город был украшен золотыми куполами, а мавзолей золотыми светильниками, богатыми коврами и занавесями.
Город Неджеф и мавзолей Имама Али является центром паломничества шиитов, особенно много паломников город принимает в дни Ашуры и в годовщину смерти Али.
Несмотря на то, что официальная гробница Али расположена в Неджефе, шииты Афганистана также почитают Святыню Хазрата Али (Голубая мечеть) в Мазари-Шарифе. По легенде последователи Али опасаясь осквернения выкрали тело из могилы в Неджефе и несколько недель путешествовали, пока перевозивший покойного верблюд не упал. Изначально «Мазари-Шариф» («Могила святого») называли гробницу Али, а затем так стали называть город выросший вокруг мавзолея. Мечеть над могилой Али построена в XII веке и восстановлена Хусейном Байкарой в XV веке.
В 818 году в деревне Санабад возле Туса скончался Али ар-Рида (Али Реза), машхад которого затем превратился в город Мешхед. Вокруг гробницы Али Резы сооружён огромный комплекс «Астан-и кудс-и Резави» («святой чертог Резы»), построенный в основном в с XII века при Тимуридах, Сефевидах и Надир-шахе Афшаре. Здание усыпальницы («харам-и мутаххар» — пречистый храм) увенчано 20-метровым золотым куполом, а в южной части комплекса расположена мечеть Гаухаршад с двумя 43-метровыми минаретами. На сегодняшний день Мешхед является центром туризма (около 15—20 млн посетителей в год) и шиитского богословия. В городе расположены около 20 медресе и факультет богословия Мешхедского университета.
10 октября 680 года в местечке Нинава, где позднее возник город Кербела, был убит Хусейн ибн Али, что положило начало культу Хусейна. Место его предположительного захоронения стало святыней и местом паломничества. Во времена правления Буидов, в 979 году над могилой Хусейна был построен величественный мавзолей, окружённый коридором для совершения тавафа. У входа в мавзолей расположены два минарета, а к двору примыкает мечеть и медресе. В разное время эту святыню посещали: сельджук Мелик-шах I, Газан-хан, султан Сулейман I, сефевидские шахи, Надир-шах Афшар, каджарские правители и др., которые преподносили храму богатые подношения. В 1801 году мавзолей был разграблен ваххабитским войском.
Четвёртый имам Зейн аль-Абидин, пятый имам Мухаммад аль-Бакир и шестой имам Джафар ас-Садик похоронены на кладбище Джаннат аль-Баки в городе Медина Саудовской Аравии. В 1925 году по приказу короля Абдул-Азиза ибн Сауда все мавзолеи на кладбище были снесены, в том числе и мавзолеи этих имамов. Седьмой имам Муса аль-Казим и девятый имам Мухаммад ат-Таки погребены в мавзолее Имама аль-Казима в Багдаде. Десятый имам Али аль-Хади и одиннадцатый имам Хасан аль-Аскари похоронены в Самарре, а над их могилами возведена мечеть аль-Аскари с золотым куполом высотой 68 метров и шириной 20 метров.

Гробницы шиитских имамов
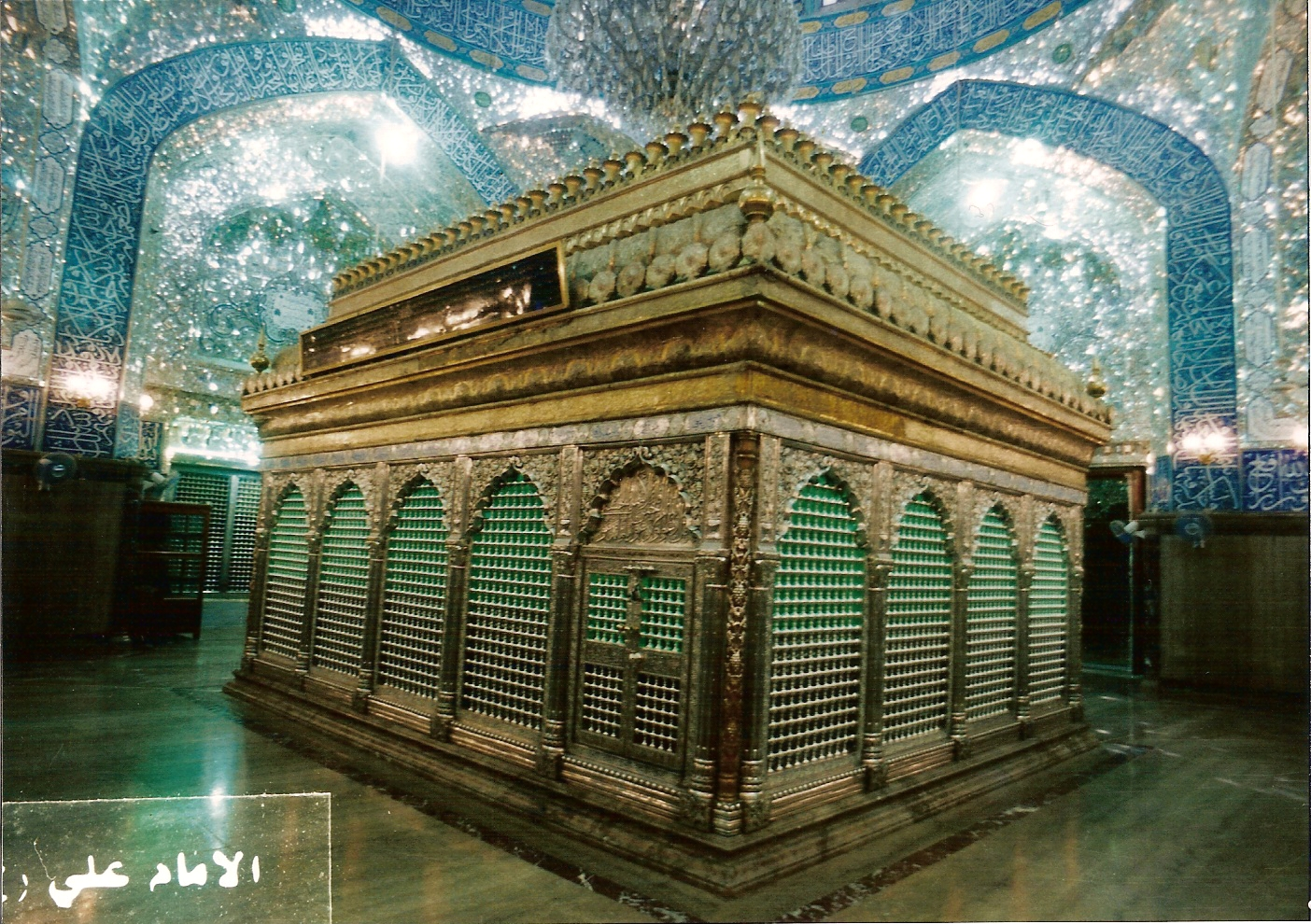
Гробница Али внутри мечети.
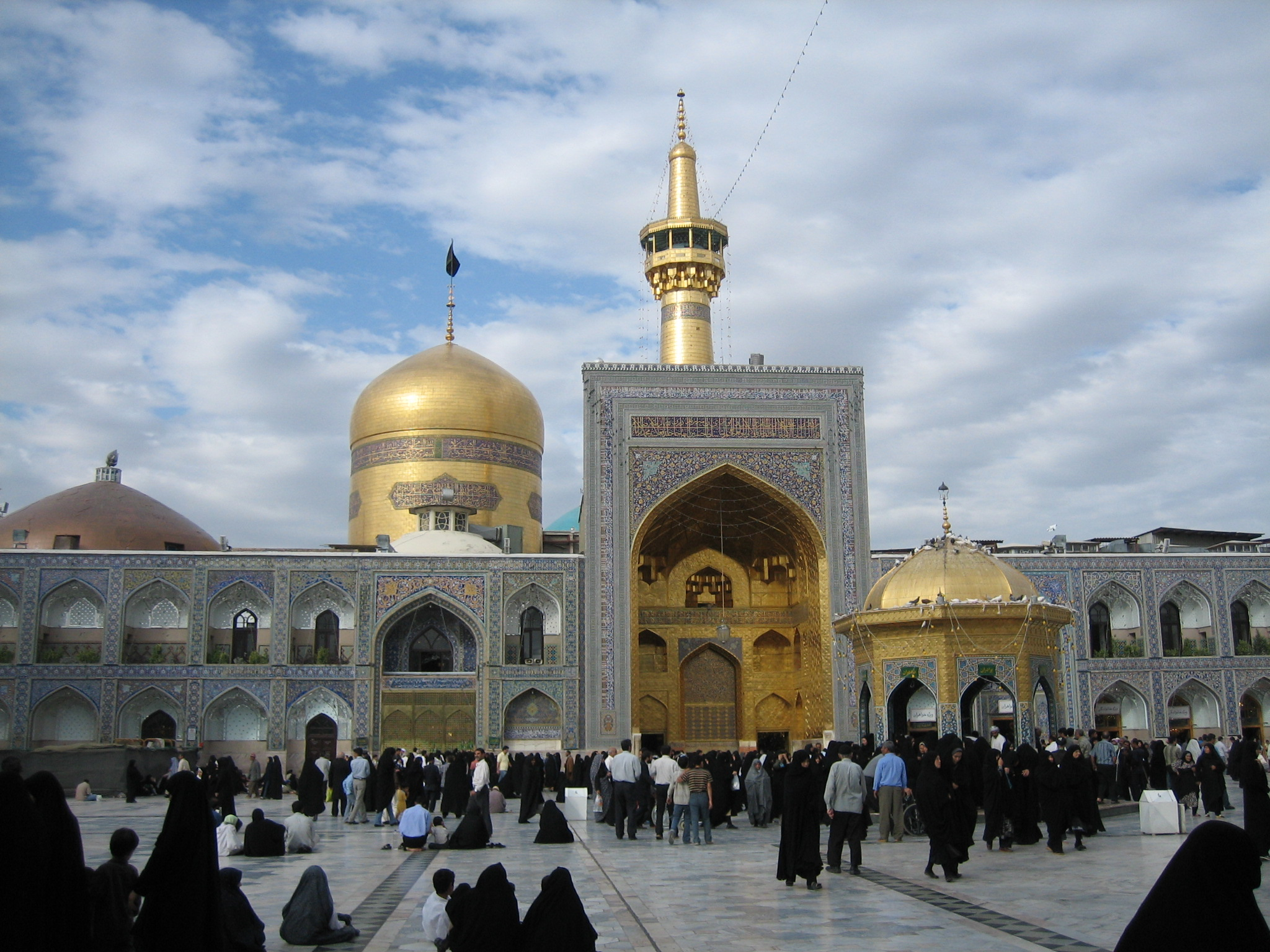
Мавзолей Имама Резы.
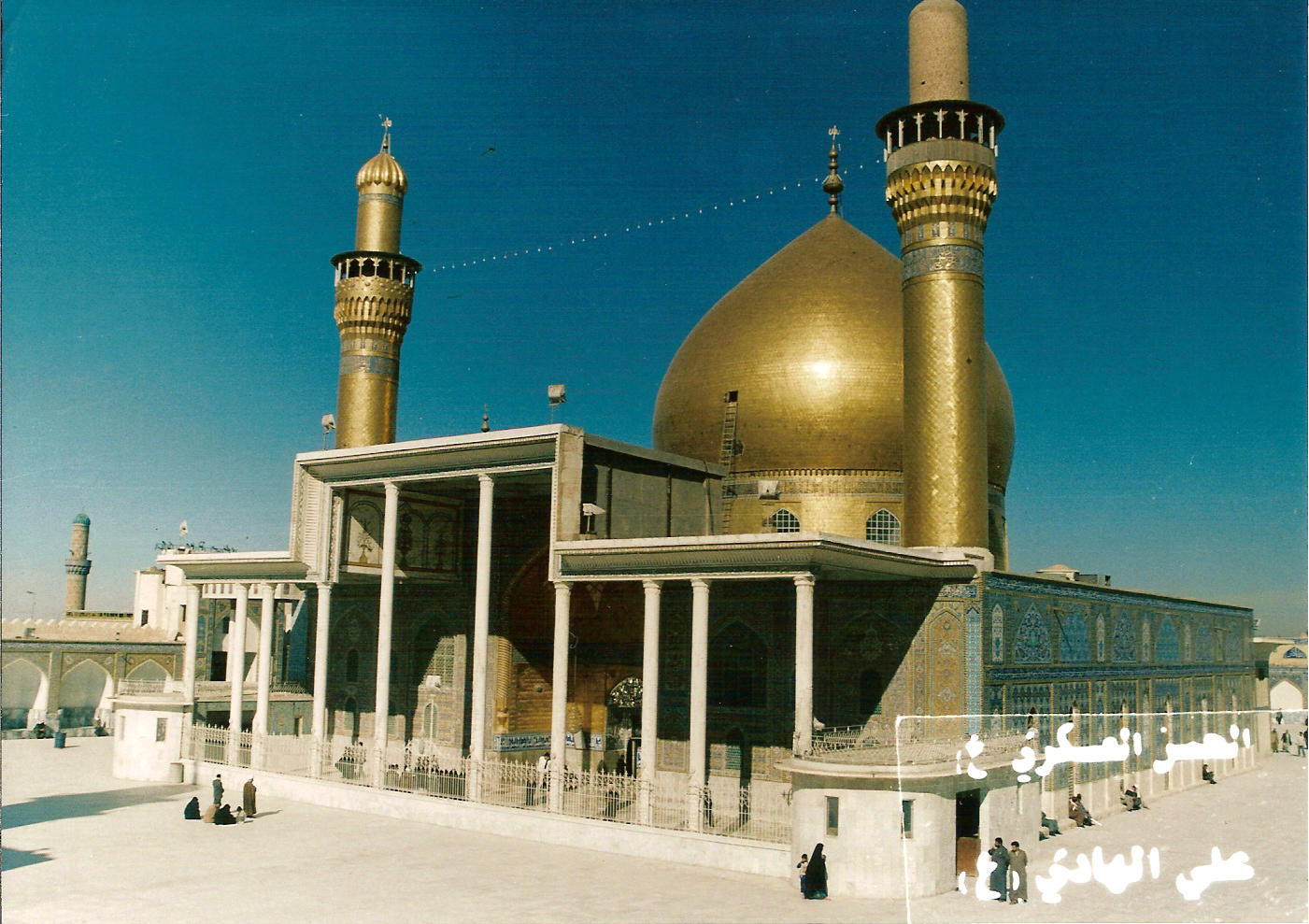
Мавзолей аль-Аскари.
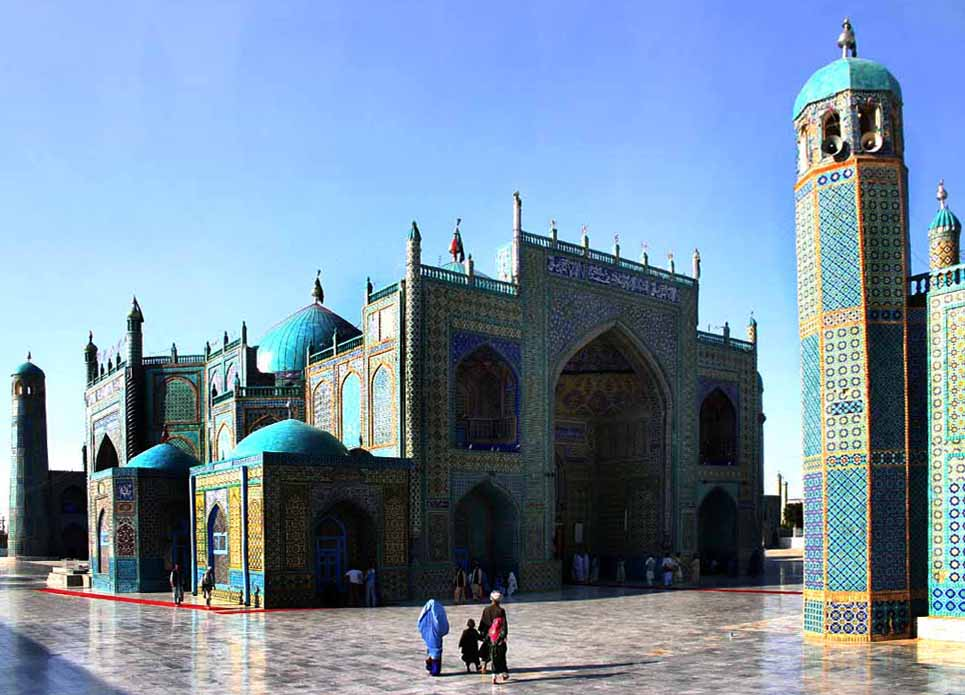
Мавзолей Али в Мазари-Шарифе
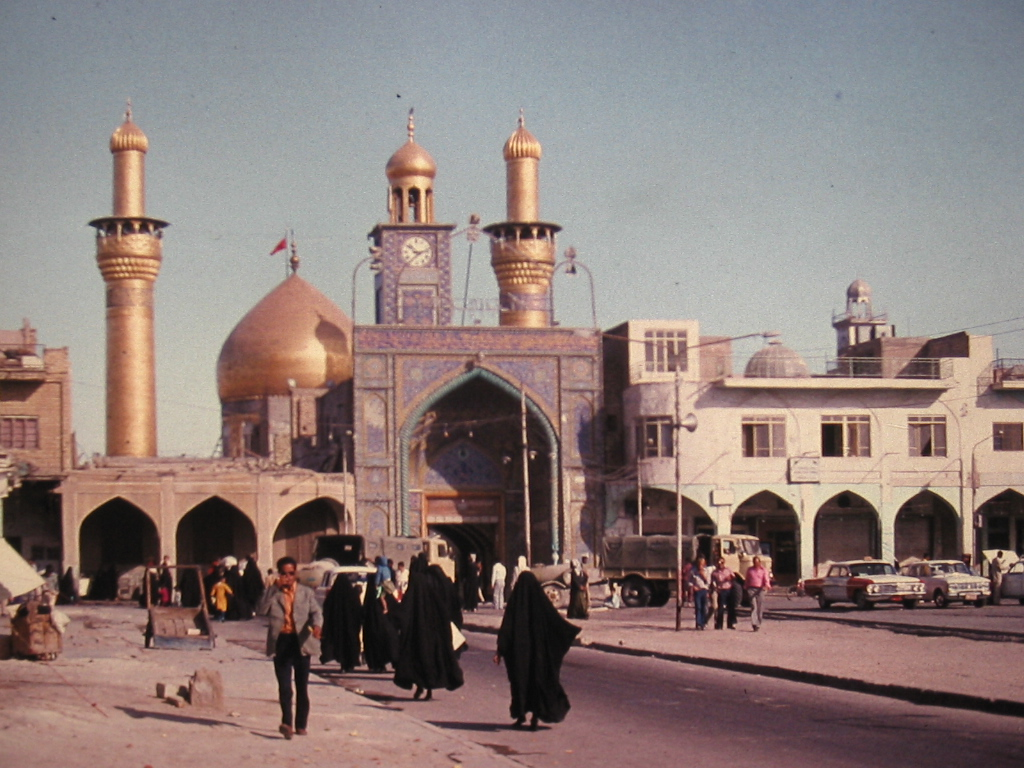
Мечеть Хусейна в Кербеле.

## Устройство могил святых
Гробница святого, к которому совершают паломничество, называется маза́р (араб. مزار‎, место, которое посещают), реже ма́шхад (араб. مشهد‎) или мака́м (араб. مقام‎). При мазарах обычно живут «смотрители», которые обслуживают прибывающих посетителей и служат посредниками между святыми и паломниками (то есть исполняют функцию жрецов). Смотрителями могил обычно становятся потомки святого. В Средней Азии распространено мнение, что простолюдин не может стать смотрителем, ибо тем самым навлечёт на себя гнев духа святого. В некоторых местах потомки (часто мнимые) святого образовывали вокруг его гробницы целые кварталы и селения.
Мазары обычно находятся на территории рода или племени, которое считает захороненного святого своим покровителем и заступником (например мазары бахтияров Ирана или каракалпаков).

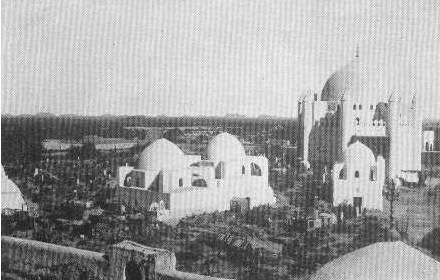
Кладбище аль-Баки до 1925 года.

## Борьба с почитанием могил

### Ирак
В июне 2014 года бойцами ИГИЛ была взорвана гробница Увайса аль-Карани. Боевики ИГИЛ пообещали также уничтожить храм Абдул-Кадира аль-Джилани в Багдаде, а затем пойти на ан-Наджаф и Кербелу, чтобы разрушить мавзолеи имама Али и имама Хусейна.
В июле месяце 2014 года боевики группировки «Исламское государство Ирака и Леванта» выложили видео, на котором запечатлены кадры разрушения гробницы пророка Юнуса (библ. Иона). С осуждением такого поступка выступил муфтий Москвы и Центрального региона Альбир Крганов. Разрушению также подверглась почитаемая гробница известного арабско-курдского историка Ибн аль-Асира в Мосуле.

### Казахстан
В 2011 году по обвинению в вандализме на мусульманских кладбищах в городе Атырау (Атырауская область, Казахстан) были задержаны семь представителей мусульманского религиозного течения в возрасте 19—20 лет, которые выступали против поклонения могилам предков. В общей сложности разрушению подверглась 31 могила.
В феврале 2021 года на кладбище Шымкента с могильных плит были стёрты все изображения.

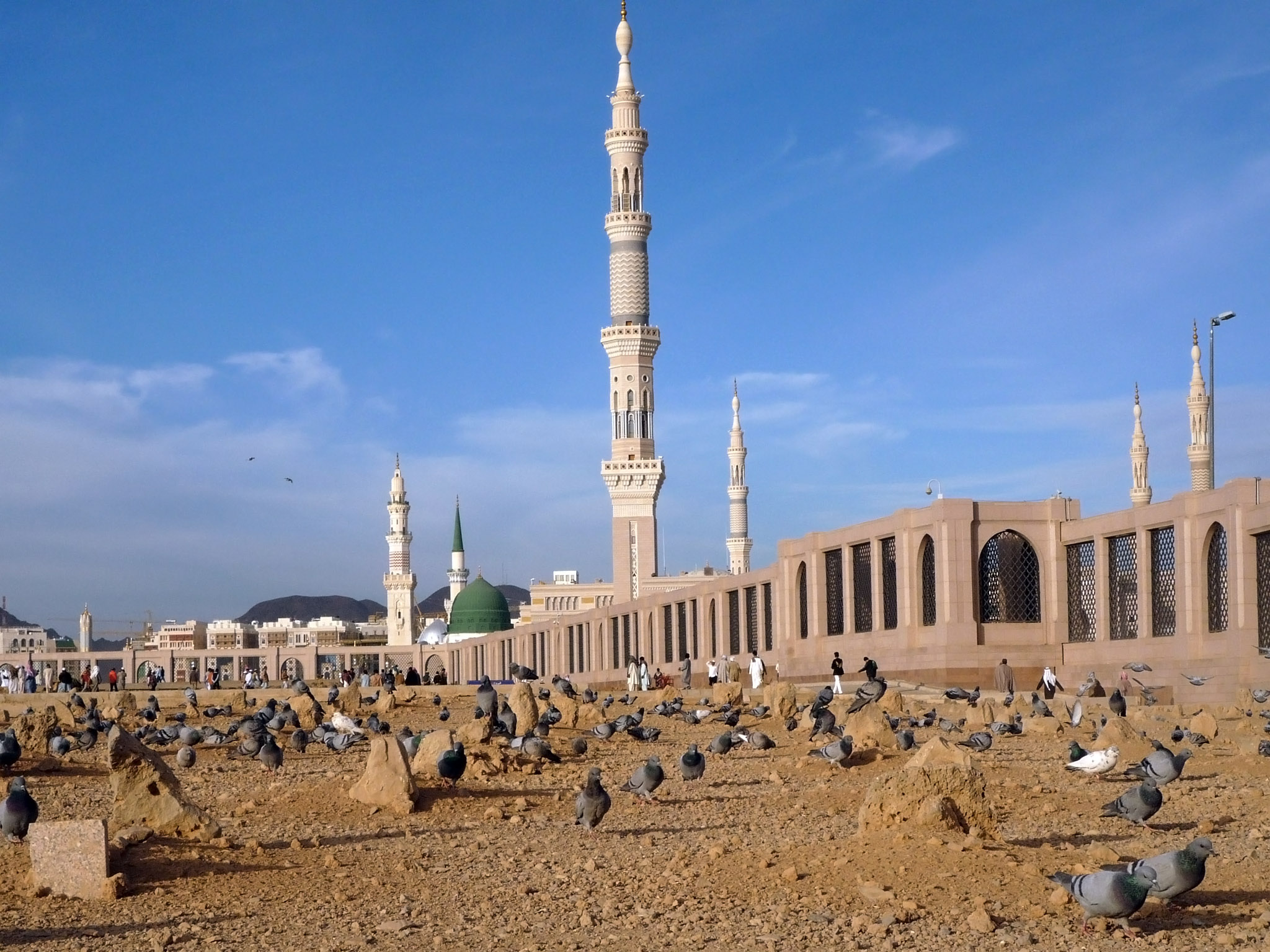
На кладбище аль-Баки не осталось ни одного мавзолея.

### Саудовская Аравия
После установления власти Саудитов, в 1925 году в городе Медина, на кладбище аль-Баки были снесены мавзолеи Хасана ибн Абу Талиба, Зейн аль-Абидина, Мухаммада аль-Бакира и Джафара ас-Садика. Также была сровнена с землёй могила матери пророка Мухаммеда — Амины бинт Вахб.

### Сирия
В январе 2015 годы боевики «Фронта ан-Нусра» заминировали и взорвали гробницу имама ан-Навави в городе Нава сирийской провинции Дараа. Сама усыпальница была построена в 1277 году после кончины имама.